# JR貨物ZX17A形コンテナ

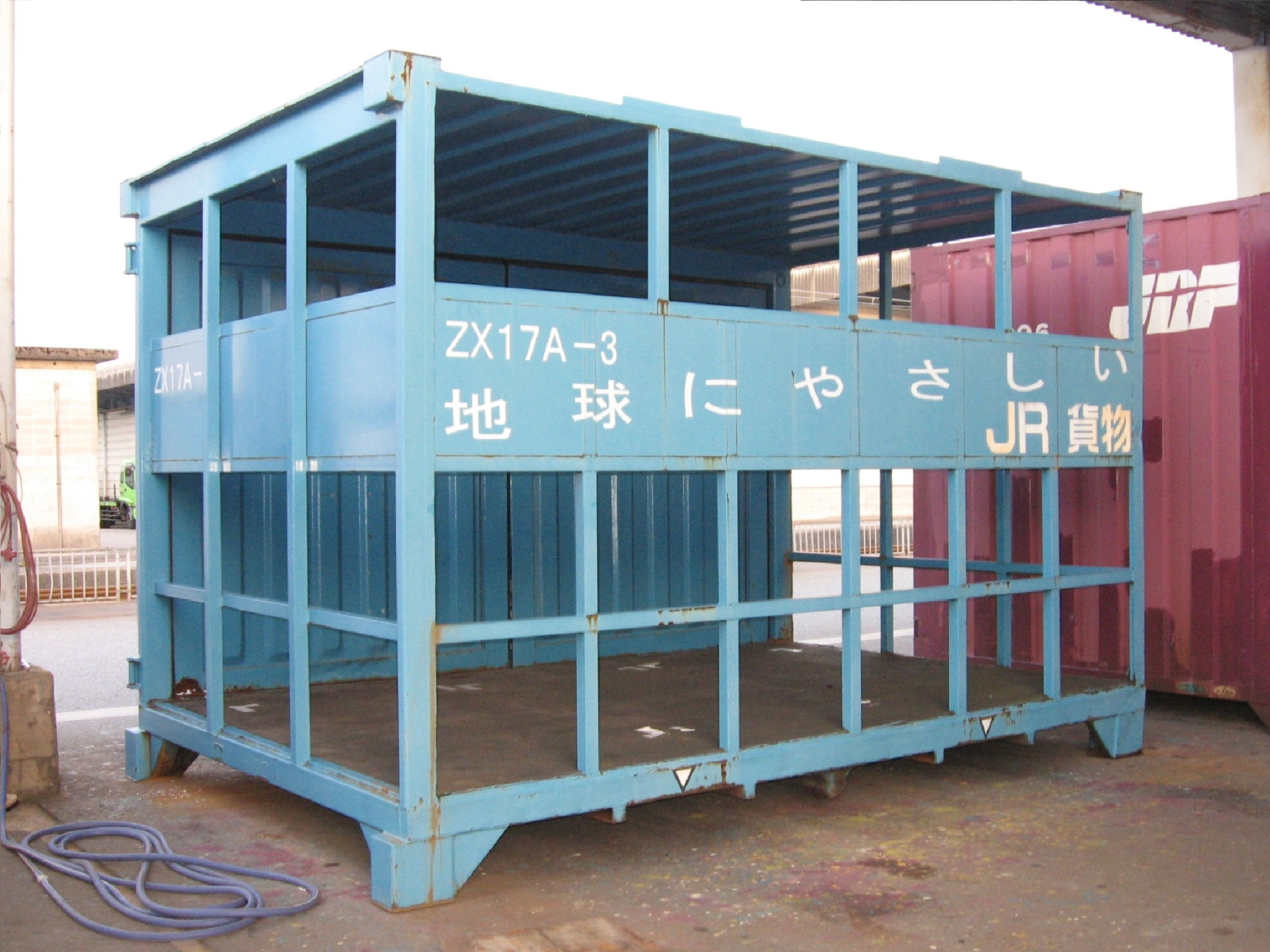
片側一方開きに改造された練習用、ZX17A-3。
富山貨物駅にて、2008年6月14日撮影。

JR貨物ZX17A形コンテナ（JRかもつZX17Aがたコンテナ）は、日本貨物鉄道（JR貨物）のコンテナ（事業用コンテナ）である。C35形から3個が改造された。フォークリフト作業訓練で使用する。

## 構造
フォークリフト作業の際のコンテナ内部の荷崩れを確認するため、外板の一部が窓になっていて、窓ガラスがない。